# Karl Ascher
Karl Wolfgang Ascher (* 13. Juni 1887 in Prag; † 17. Juli 1971 in Cincinnati (Ohio, USA)) war ein tschechoslowakisch-amerikanischer Mediziner. Er war Privatdozent für Augenheilkunde. Bekannt wurde er u. a. durch seine 1941 erfolgte Entdeckung der Kammerwasservenen.

## Leben
Er war der Sohn des Eisenbahnchefarztes Dr. med. Leopold Ascher und dessen Ehefrau Camilla geborene Weil und kam in der Hauptstadt des Königreichs Böhmen zur Welt. Karl Ascher besuchte bis zum Abitur im Jahre 1905 das Gymnasium in Prag-Graben und ging anschließend an die deutsche Universität Prag, um an der dortigen Medizinischen Fakultät zu studieren. Das Studium schloss Ascher am 5. Mai 1911 als Dr. med. ab. Danach arbeitete er bis 1912 am Institut für Physiologie und am Augenkliniklabor. Von 1912 bis 1913 war er Assistent der Augenklinik der Universität Straßburg und ging dann bis zum Jahre 1923 als Erster Assistent an die Augenklinik der Universität Prag. Dort wirkte er seit der erfolgreichen Habilitation am 28. Juni 1922 im Bereich der Ophthalmologie auch als Privatdozent für Augenheilkunde. Neben seiner beruflichen Tätigkeit als Augenarzt in einer Privatpraxis arbeitete er zwischen 1927 und 1939 als Augenchirurg am Franziskanerhospital in Prag.
Am 6. März 1937 erhielt Karl Ascher eine außerordentliche Professur für Augenheilkunde an der Universität Prag, von der er allerdings am 25. Januar 1939 aus politischen Gründen zurücktreten musste. Durch die Bildung des deutschen Protektorats Böhmen und Mähren sah er sich gezwungen, das Land zu verlassen. Er emigrierte in die USA, wo Ascher im August 1939 zum Professor an der University of Cincinnati ernannt wurde. 
Von 1947 bis 1957 war Karl Ascher als Direktor der Augenabteilung des Krankenhauses in Bethesda tätig. 
Als Mediziner war er ein sehr vielseitiger Augenarzt, der besonders für seine Arbeit auf den Gebieten der Physiologie, Pathophysiologie und physiologischen Chemie des Auges bekannt wurde. Er war der Entdecker mehrerer neuer Syndrome wie das Ascher-Syndrom.

## Schriften (Auswahl)
- Aus sechs Jahrzehnten, Wien, Europäischer Verlag, 1963.